# Česká dvorská kancelář
Česká dvorská kancelář (něm. Böhmische Hofkanzlei, lat. Cancellaria Aulica Bohemica) vznikla původně jako česká královská kancelář, pomocný administrativní aparát českého krále, který se v průběhu doby vyvinul až v relativně samostatný správní orgán pro všechny země Koruny české. V jejím čele stál nejvyšší kancléř Českého království a byla zrušena v roce 1749 během tereziánských reforem. 
Pod tímto pojmem se ovšem také rozumí budova jejího pozdějšího sídla ve Vídni, v němž dnes sídlí rakouský Správní soudní dvůr a dříve také Ústavní soud.

## Úřad

### Česká královská kancelář
Obsah listin, které panovník vydával, měl nejdříve na starosti kancléř knížete (cancellarius ducis). Musel ovládat latinu a proto jím pravidelně býval duchovní, zejména probošt (pražský, litoměřický či později již výhradně vyšehradský). Kancléř okolo sebe shromáždil další vzdělané osoby, v době Přemysla Otakara II. šlo o jednu až tři další osoby s označením notarius, čímž vznikla česká královská kancelář. Byla pouze pomocným orgánem českého krále, zprostředkovávající vůli panovníka stylizováním listin s jeho rozhodnutími. Kromě toho však notáři sloužili jako královi poradci a jak rostl význam písemností ve správě státu, vzrůstal i význam kanceláře jakožto profesionálního byrokratického aparátu. Postupně se tak z instituce jen zpracovávající rozhodnutí krále stal vlastní úřad, který v různých záležitostech sám rozhodoval. Nárůst administrativy se projevil i v tom, že běžný provoz kanceláře řídil králův kancléř (cancellarius regis), zatímco vyšehradský probošt byl již jen titulárním kancléřem království (cancellarius regni). Notáři se dělili na vyšší, koncipující rozhodnutí, a nižší opisující, vznikl také úřad archiváře (registrator). Sama kancelář již také postupně přestala cestovat spolu s králem a zůstala v Praze. Kromě ní existovaly v rámci českých zemí i další kanceláře, významnější byla ovšem jen na Moravě, jejímž kancléřem byl olomoucký probošt a která po smrti markraběte Jošta zanikla.
Po husitských válkách byla roku 1471 odstraněna podvojnost jejího vedení, úřady obou kancléřů byly spojeny v jeden a v čele kanceláře tak již stál nejvyšší kancléř Českého království (od roku 1491 zván supremus cancellarius regni Bohemiae), jeho zástupcem se stal místokancléř. Kancléř se většinou rekrutoval z panského stavu a fungoval jako garant proti panovníkově svévoli. Disponoval totiž velkou pečetí království, která byla nutná pro některé důležité písemnosti. Ferdinand I. měl nicméně vizi centrální kanceláře pro celou habsburskou monarchii. Podařilo se mu načas získat velkou pečeť českého království (která byla v posledních letech panování Vladislava Jagellonského v Budíně) a v roce 1527 jmenoval českou expedici ve Vídni v čele s českým sekretářem, který byl přímo podřízen kancléři obdobné rakouské kanceláře (česká sice zároveň získala pravomoc vydávat mandáty, které ale byly potvrzovány ve Vídni). Pražská česká kancelář získala velkou pečeť zpátky až v roce 1530, současně česká expedice byla změněna na její expozituru disponující malou pečetí. Potvrzení kamerálních mandátů za takovéto situaci probíhalo nejprve u panovníka a poté u nejvyššího kancléře velkou pečetí a podpisem. Nařízení z roku 1541, které potvrdilo nutnost ověřovat všechny mandáty velkou pečetí a podpisem kancléře, znamenalo velké posílení pravomocí kanceláře, nicméně v kontextu byrokratizace správy si dostatečně čeští stavové neuvědomili, že docházelo k úpadku důležitosti mandátů a nastupovala doba menších písemností, což umožňovalo panovníkovi českou královskou kancelář obcházet.
Krom základní diplomatické funkce byla komora také úzce spojená s královskou radou. Rada se scházela v prostorách kanceláře a její člen byl i nejvyšší kancléř, který také zajišťoval spojení mezi radou a panovníkem. Tato funkce byla poněkud oslabena po zřízení speciálního poradního orgánu zvaného tajná rada v roce (zřízena 1526, fungovala od 1527). Zároveň kancelář vedla písemnosti zemského sněmu. V roce 1549 získala kancelář také pod správu zahraniční česká léna. K dalšímu rozšíření pravomocí kanceláře došlo při přesunu dvora z Vídně do Prahy během vlády Rudolfa II. V této době již nebylo možné, aby panovník a jeho poradní orgán vyřídil všechny písemnosti a proto kancelář již pouze nevydávala, ale také některé listiny i vyřizovala. Při vyřizování se zprvu vyžadovala starší podklady od soudů (především rady nad apelacemi), ale posléze začala vlastní i nálezy vydávat. Tím získala i jistou soudní pravomoc. Na konci 16. století, kdy byl nárůst významu kanceláře patrný, začali stavové dalších zemí Koruny české vyvíjet snahu o odtržení vlastních zemských kanceláří. Tato snaha vedla k tomu, že se v letech 1608–1611 osamostatnila moravská kancelář, která se opět plně sjednotila s českou kanceláří do roku 1613. Pouze pro rok 1613 získali samostatné kanceláře Slezsko a Lužice. Pouze slezské osamostatnění mělo trvalejší dopad, kdy bylo vytvořeno u české kanceláře slezské oddělení se slezským vicekancléřem, který podepisoval listiny týkající se Slezska spolu s nejvyšším kancléřem.

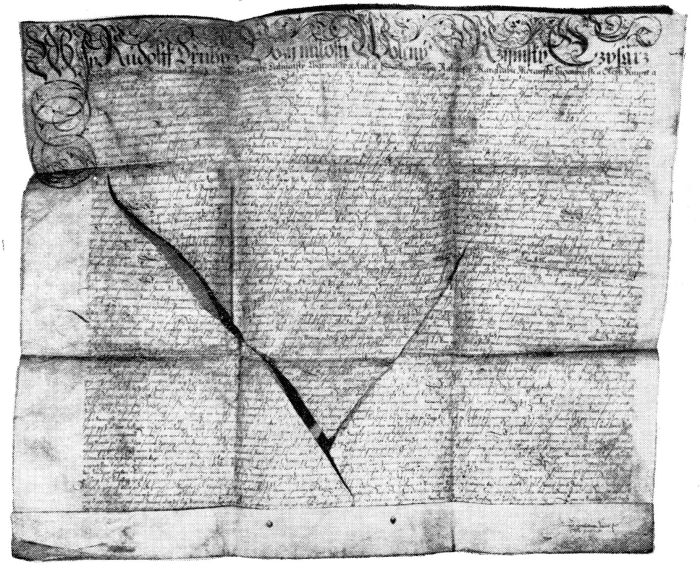
Rudolfův Majestát, který nikdy nebyl formálně potvrzen českou dvorskou kanceláří

Kancelář nebyla čistě královský dvorský úřad, nejvyšší kancléř Českého království byl odpovědný království (tedy vlastně protestantským stavům). Většinou se také rekrutoval ze stavovské obce a fungoval jako garant proti panovníkově svévoli, co se obsahu písemnosti týče. Tato situace se změnila po nastoupení Zdeňka Vojtěcha Popela z Lobkovic do úřadu v roce 1599. Lobkovic začal hájit katolické zájmy (známé je jeho odmítnutí podepsání Rudolfova Majestátu), což v důsledku znamenalo přimknutí kanceláře k panovníkovi. Tato proměna byla posílena tím, že se kancelář spolu s nejvyšším kancléřem Lobkovicem v roce 1618 po vypuknutí stavovského povstání stěhovala do Vídně, toto stěhování bylo dokončeno po porážce povstání v roce 1624. Současně s tím se začala nazývat česká dvorská kancelář, ačkoli toto označení se objevovalo i dříve.

### Česká dvorská kancelář
Během změn správy po Bílé hoře získala kancelář další pravomoci. Kancelář se stala nadřízenou zemským místodržitelským orgánům, českému místodržitelství, moravskému tribunálu a vrchnímu úřadu slezskému. Dále se kancelář stala apelační institucí od zemského soudu. Původně byla tvořena jen sedmi členy, tento počet bylo ale nutné rozšířit a fungovalo v ní pět oddělení: první pro kontribuční záležitosti a jiná publika, druhé pro Čechy, třetí pro většinu Slezska, čtvrté pro Hlohovsko, Svídnicko, Javorsko a Kladsko a páté pro Moravu. Nejvyšší kancléř býval jmenován na období pěti let a ačkoli byl podle Obnoveného zřízení zemského až šestým nejvyšším zemským úředníkem, stal se jako hlavní panovníkův český rádce nejdůležitějším správcem zemí Koruny české, jeho kontrasignace byla podmínkou platnosti všech královských nařízení. Opět se také začal označovat jako kancléř krále českého a kancelář byla v kancelářském pořádku z roku 1719 označována buď jako „náš královský a zemský nejvyšší soud“ nebo také jako „naše poslední a nejvyšší královské zastání“. Tehdy bylo též zrušeno rozdělení na pět referátů a vznikly dva senáty: pro politikou agendu (publica) a pro soudní agendu (judicialia). Dvorská kancelář, sídlící až do svého zrušení stále ve Vídni, řešila všechny vládní a právní záležitosti českých zemí.
Jako výraz českých výsad v rámci habsburské monarchie byla česká dvorská kancelář, resp. její poslední nejvyšší kancléř Bedřich August Harrach, zarputilým nepřítelem snah o austrocentralizaci, navržených rádcem Marie Terezie, hrabětem Haugwitzem. Nakonec však bylo přáno Haugwitzovi zvítězit, a roku 1749 byla česká kancelář zrušena, její záležitosti pak přešly, stejně jako druhé zrušené rakouské dvorské kanceláře na nově zřízené úřady, Directorium in publicis et cameralibus a na Nejvyšší soudní úřad (Oberste Justizstelle).

## Sídlo

### Praha
Česká kancelář sídlila v Praze v Ludvíkově křídle Starého královského paláce na Pražském hradě. To se událo za vlády Rudolfa II. (českým králem 1576–1611), po obnově Ludvíkova křídla. Za vlády Ferdinanda I. Habsburského (1526–1564, Ludvíkův nástupce) došlo v roce 1541 k požáru Malé strany. Při tomto požáru také vyhořely prostory Starého královského paláce a spolu s nimi i Ludvíkovo křídlo. Svědčí o tom i červené zabarvení kamenných stěn, které vytvořily sloučeniny železa při vysokých teplotách. Ferdinand I. proto rozhodl o výstavbě nových prostor královského paláce v západní části Pražského Hradu. Prostory Ludvíkova křídla byly obnoveny teprve za císaře Rudolfa II. Po této obnově bylo celé Ludvíkovo křídlo vyhrazeno pro významné zemské úřady. Jednalo se o Českou kancelář (druhé patro) a Říšskou dvorní radu (třetí patro Ludvíkova křídla).

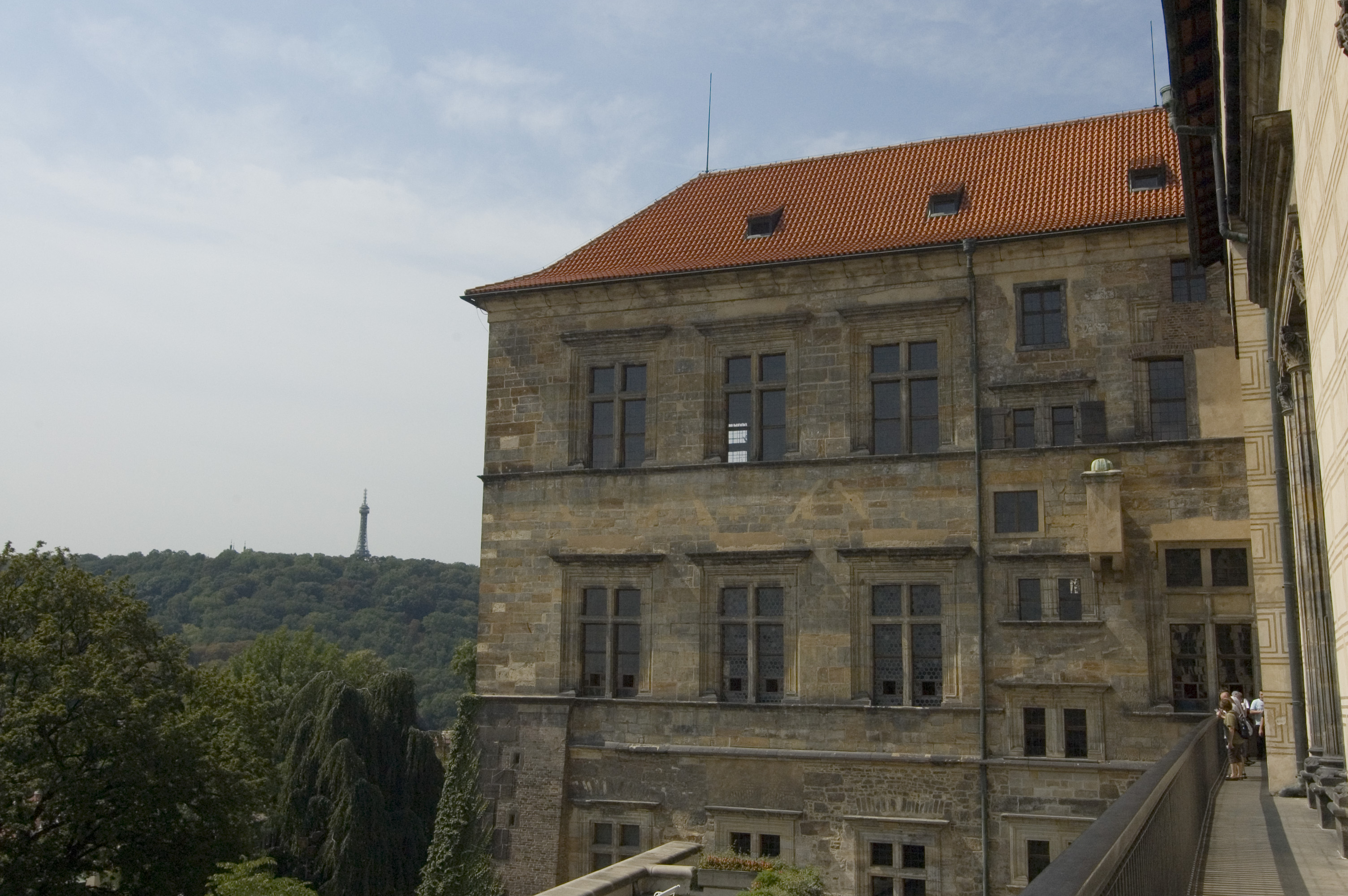
Ludvíkovo křídlo Starého královského paláce
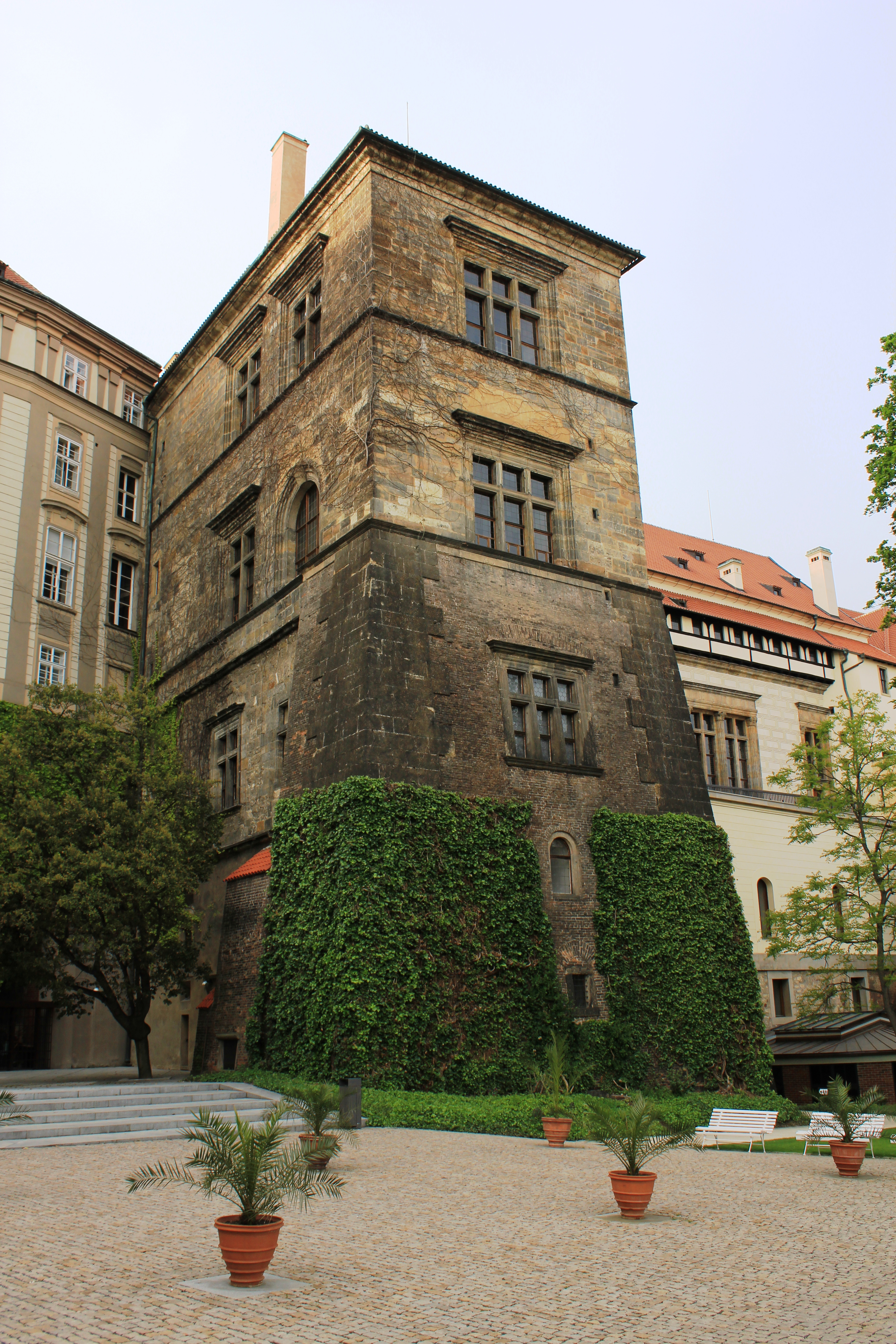
Celkový pohled na Ludvíkovo křídlo
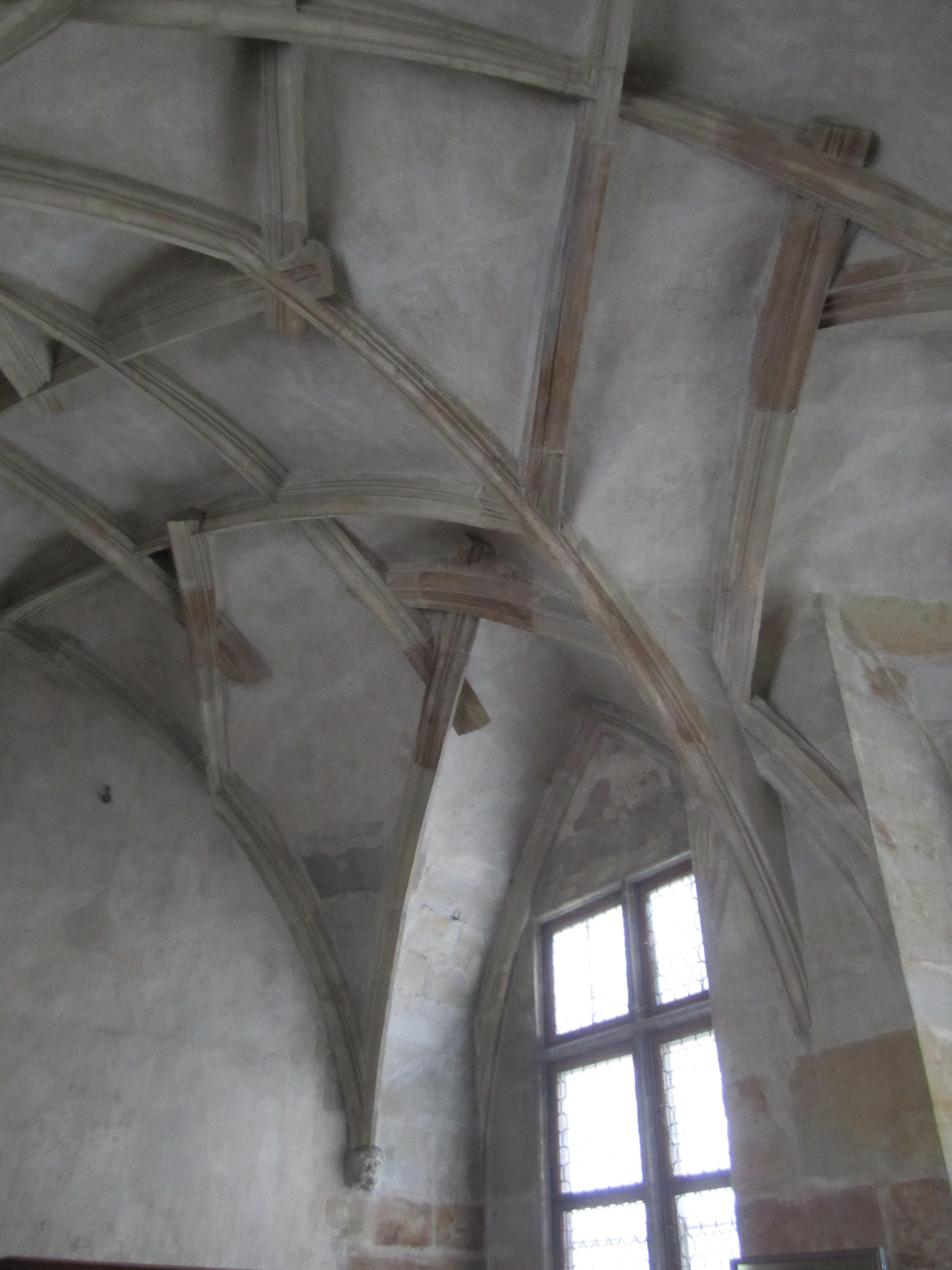
Detail klenby prvního sálu

### Vídeň
Sídlo vídeňské České dvorské kanceláře je umístěno na Judenplatzu ve vídeňské čtvrti Innenstadt, v němž dnes sídlí rakouský Správní soudní dvůr a v letech 1946–2012 také Ústavní soud. Budovu, která se dochovala bez podstatnějších stavebních úprav dodnes, navrhl proslulý  rakouský dvorní architekt Johann Bernhard Fischer z Erlachu, v detailech fasády, monumentálního schodiště a sochařské výzdoby je příbuzná jeho projektu Clam-Gallasova paláce v Praze.

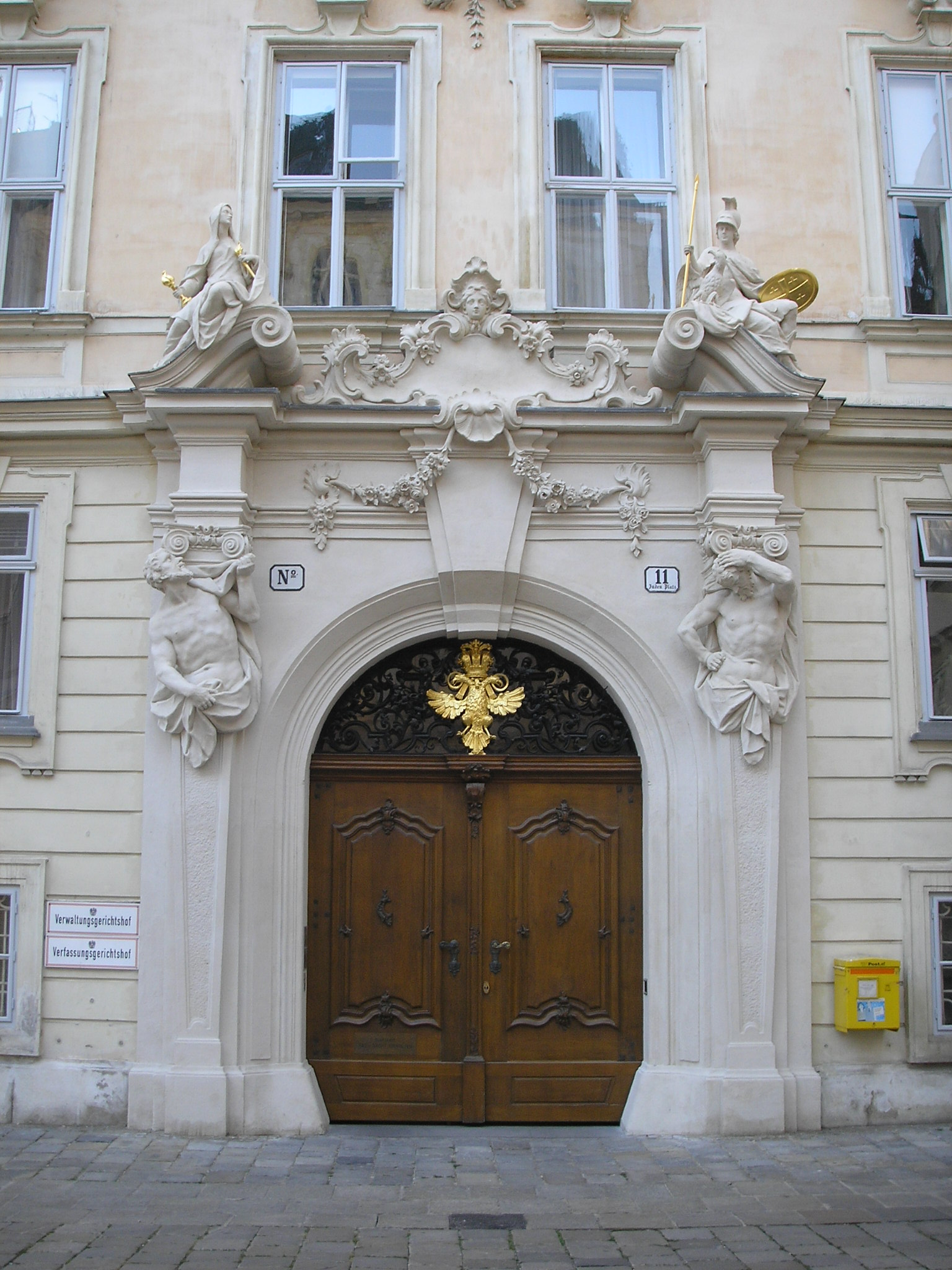
Portál kancléřství
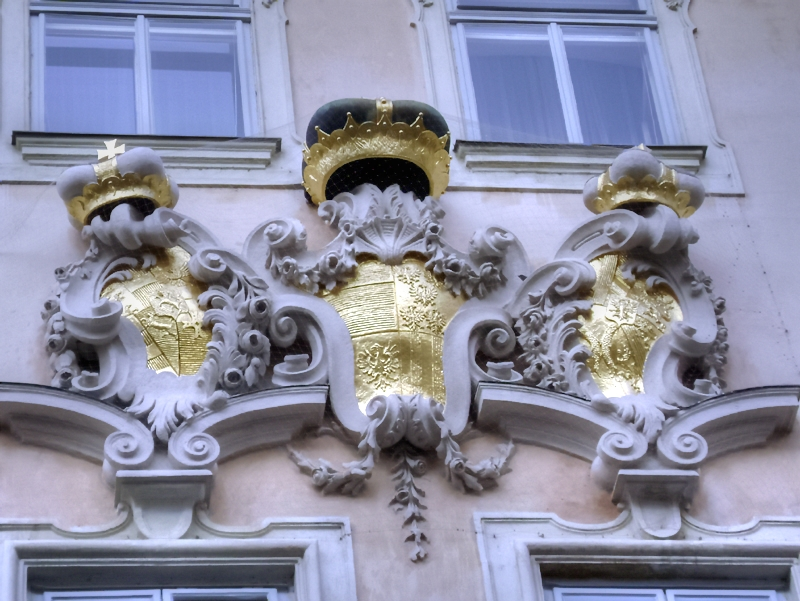
Erb na průčelí
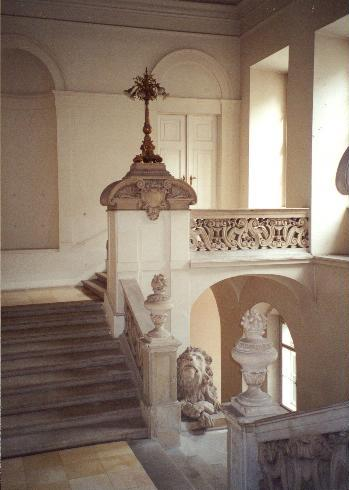
Schodiště se lvy

## Obsazení

### Dvorští radové
V době korunovace Karla VI. na českého krále v roce 1723 zastávali pozici dvorského rady za panský stav Rudolf Josef Kořenský z Terešova a František Jindřich Schlik (1696–1766; syn nejvyššího kancléře Leopolda Josefa Schlika) a za rytířský stav Jan Kryštof z Freyenfelsu, Jan Antonín Widman, Maxmilián František Asterle z Astfeldu, Ignác Pavel Hotovec z Husenic, Augustin bayerhuber z Hub a Arnold Josef z Knichen.